# Kees Akerboom (1952.)
Kees Akerboom (Haarlem, 18. travnja 1952.) je bivši nizozemski košarkaš i nizozemski reprezentativac. Igrao je na mjestu centra.  
Igrao je za EBBC Den Bosch Basket s kojim je 1979. došao u završnicu Kupa pobjednika kupova, gdje je njegov klub izgubio od talijanskog Gabettija iz Cantùa. Karijeru je završio 1988. godine.
1977. je na europskom prvenstvu bio najbolji strijelac i bio je članom najbolje petorice tog prvenstva, u kojoj su još bili Zoran Slavnić, Miki Berkovich, Dražen Dalipagić i Atanas Golomeev.
Otac je nizozemskog košarkaškog reprezentativca Keesa Akerbooma.

## Vanjske poveznice
- FIBA.com
- Eurobasket